# Michel Le Renard
Michel Le Renard (* um 1925; † wahrscheinlich verstorben) war ein französischer Badmintonspieler. 

## Karriere
Michel Le Renard wurde 1951 erstmals nationaler Meister in Frankreich, wobei er sowohl im Herrendoppel als auch im Mixed erfolgreich war. Ein weiterer Titelgewinn folgte 1960. 1949 startete er im Thomas Cup, 1954 gewann er die Lausanne International. 

## Sportliche Erfolge
| Saison    | Veranstaltung              | Disziplin    | Platz | Name                               |
| --------- | -------------------------- | ------------ | ----- | ---------------------------------- |
| 1950/1951 | Französische Meisterschaft | Mixed        | 1     | Michel Le Renard / Noëlle Ailloud  |
| 1950/1951 | Französische Meisterschaft | Herrendoppel | 1     | Michel Le Renard / Maurice Mathieu |
| 1959/1960 | Französische Meisterschaft | Herrendoppel | 1     | Michel Le Renard / Paul Ailloud    |